# Carlos Diegues

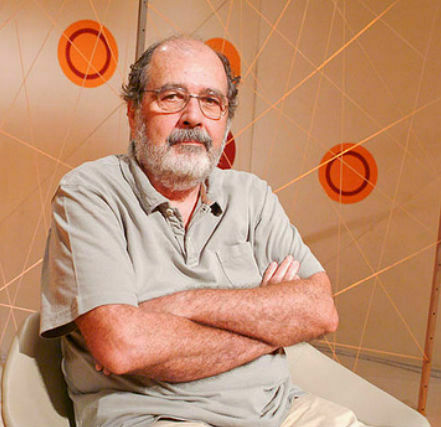
Carlos Diegues (2014)

Carlos José „Cacá“ Fontes Diegues (* 19. Mai 1940 in Maceió; † 14. Februar 2025 in Rio de Janeiro) war ein brasilianischer Filmregisseur, Drehbuchautor und Filmproduzent.

## Leben
Carlos Diegues war einer der Begründer des Cinema Novo. Als Regisseur inszenierte er seit 1960 rund zwei Dutzend Produktionen, außerdem agierte er als Drehbuchautor. Während der Militärdiktatur in Brasilien lebte Carlos Diegues mit seiner Frau, der brasilianischen Sängerin Nara Leão (1942–1989), von 1969 bis 1973 im Exil in Italien und Frankreich.
Wie andere Akteure des Cinema Novo war auch Diegues für seine unkonventionellen Filmtechniken bekannt. Er galt auch als Pionier der brasilianischen Filmindustrie und produzierte erstmals rein brasilianische Filme mit Millionen-Budgets. Sein diesbezügliches Schaffen umfasst rund 50 Produktionen.
Diegues versuchte in seinen Filmen konsequent die unterrepräsentierten Bevölkerungsteile Brasiliens einzubeziehen. Die Geschichte sei von den Gewinnern geschrieben worden und die afro-brasilianische Bevölkerung gehöre zu denen, die nicht gehört wurden. Er wolle ihnen die Möglichkeit geben, ihre eigene Geschichte zu schreiben.
Am 20. August 2018 wurde Diegues auf den Sitz 7 der Academia Brasileira de Letras gewählt.

## Filmografie
- 1959: Fuga (Kurzfilm)
- 1960: Brasília (Kurzfilm)
- 1961: Domingo (Kurzfilm)
- 1964: Ganga Zumba
- 1965: A Oitava Bienal (Kurzfilm)
- 1966: A Grande Cidade
- 1967: Oito Universitários (Kurzfilm)
- 1969: Os Herdeiros
- 1971: Receita de Futebol (Kurzfilm)
- 1972: Quando o Carnaval Chegar
- 1973: Joanna Francesa
- 1974: Cinema Íris (Kurzfilm)
- 1975: Aníbal Machado (Kurzfilm)
- 1976: Die Mätresse (Xica da Silva)
- 1978: Chuvas de Verão
- 1979: Bye Bye Brasil
- 1984: Quilombo, Film
- 1985: Batalha da Alimentação (Kurzfilm)
- 1986: Batalha do Transporte (Kurzfilm)
- 1987: Um Trem para as Estrelas
- 1989: Dias Melhores Virão
- 1990: Exército de Um Homem Só
- 1994: Veja Esta Canção
- 1996: Tieta do Agreste
- 1999: Orfeu
- 1999: Reveillon 2000 (Kurzfilm)
- 2000: Carnaval dos 500 anos (Kurzfilm)
- 2003: Deus É Brasileiro
- 2006: O Maior Amor do Mundo
- 2013: Giovanni Improtta
- 2018: O Grande Circo Místico